# Гринфельд, Алла Берковна
Алла Берковна Гринфельд (род. 16 апреля 1953, Спасск-Дальний) — советская и американская шахматистка, гроссмейстер (1996) среди женщин.
Участница чемпионатов СССР 1973/74 (5-7 место), 1974 (5-7 место), 1975 (7-11 место), 1979 (14-16 место) годов. Победительница чемпионата РСФСР (1986) — 1—2-е места (с Л. Сауниной). Лучшие результаты в международных турнирах: Сочи (1980 и 1982) — 3-е; 1984 — 5—6-е и 1985 — 5-е; Наленчув (1984) — 2-е; Берлин (1986) — 1-е; Плевен (1987) — 2—5-е места.
Чемпионка Молдавии 1975 года.
В конце 1980-х годов вместе с мужем — шахматистом Мироном Шером — уехала в США. Так как перед отъездом она жила в Калининграде, то на протяжении 1990-х годов на международных турнирах продолжала представлять Россию. С 2001 года представляет США.